# Indolpium majusculum
Espèce
Indolpium majusculum est une espèce de pseudoscorpions de la famille des Olpiidae.

## Distribution
Cette espèce est endémique d'Andhra Pradesh en Inde. Elle se rencontre vers Tuni.

## Description
La femelle holotype mesure 4,5 mm.

## Publication originale
- Beier, 1967 : Pseudoscorpione vom kontinentalen Südost-Asien. Pacific Insects, vol. 9, p. 341-369 (texte intégral).